# Sint-Gangolfkerk (Mertloch)
De Sint-Gangolfkerk (Duits: St.-Gangolf-Kirche) is de katholieke parochiekerk van de Duitse plaats Mertloch. Het kerkgebouw werd gewijd aan de heilige Gangolf (ook: Gangulfus). Het kerkgebouw is sinds 1983 een beschermd monument. Bij de kerk staat een oorlogsmonument ter nagedachtenis aan de gevallenen in beide wereldoorlogen.

## Geschiedenis
De kerk werd voor het eerst in 1318 in een oorkonde vermeld. In 1533 werden de patronaatsrechten voor de kerk toegewezen aan het collegiale stift Sint-Kastor te Koblenz. De beide zijschepen werden in de 16e en 17e eeuw door kapellen vergroot. In de 18e eeuw werden de vensters van de zijschepen vergroot en van nieuwe ramen voorzien. Het kerkschip werd bij een restauratie in 1879 met nog een travee naar het westen verlengd. Tevens werd de oude kerktoren gesloopt en vervangen door een nieuwe kerktoren.

## Architectuur
Het kerkgebouw is van een witte stuclaag voorzien. De toren in het westen werd van donkere bruchstein opgetrokken. Het paradijs bevindt zich aan de zuidelijke zijde van de kerk.
De kerk is als een drieschepige pijlerbasiliek gebouwd en strekt zich na de verlenging van 1879 uit tot vier traveeën. Het oorspronkelijk vlakke plafond werd in de 13e eeuw door een kruisgraatgewelf vervangen, dat door brede gordelbogen wordt gedragen. Net als de arcadebogen, de graten van de gewelven, de schildbogen en de triomfboog van het koor zijn de gordelbogen voorzien van een rode kleur met witte voegen.
De doopkapel in het noordelijke zijschip dateert uit de gotische periode. Het bezit een netgewelf met een sluitsteen waarop Christus als Man van Smarten wordt voorgesteld. De gewelfribben rusten op consoles die als engelen zijn vormgegeven. In hun handen dragen zij de een schild met de lijdenswerktuigen van Christus. De kunstwerken worden toegeschreven aan een atelier uit Koblenz en werden beïnvloed door de uit Leiden afkomstige beeldhouwer Nikolaus Gerhaert.

## Interieur

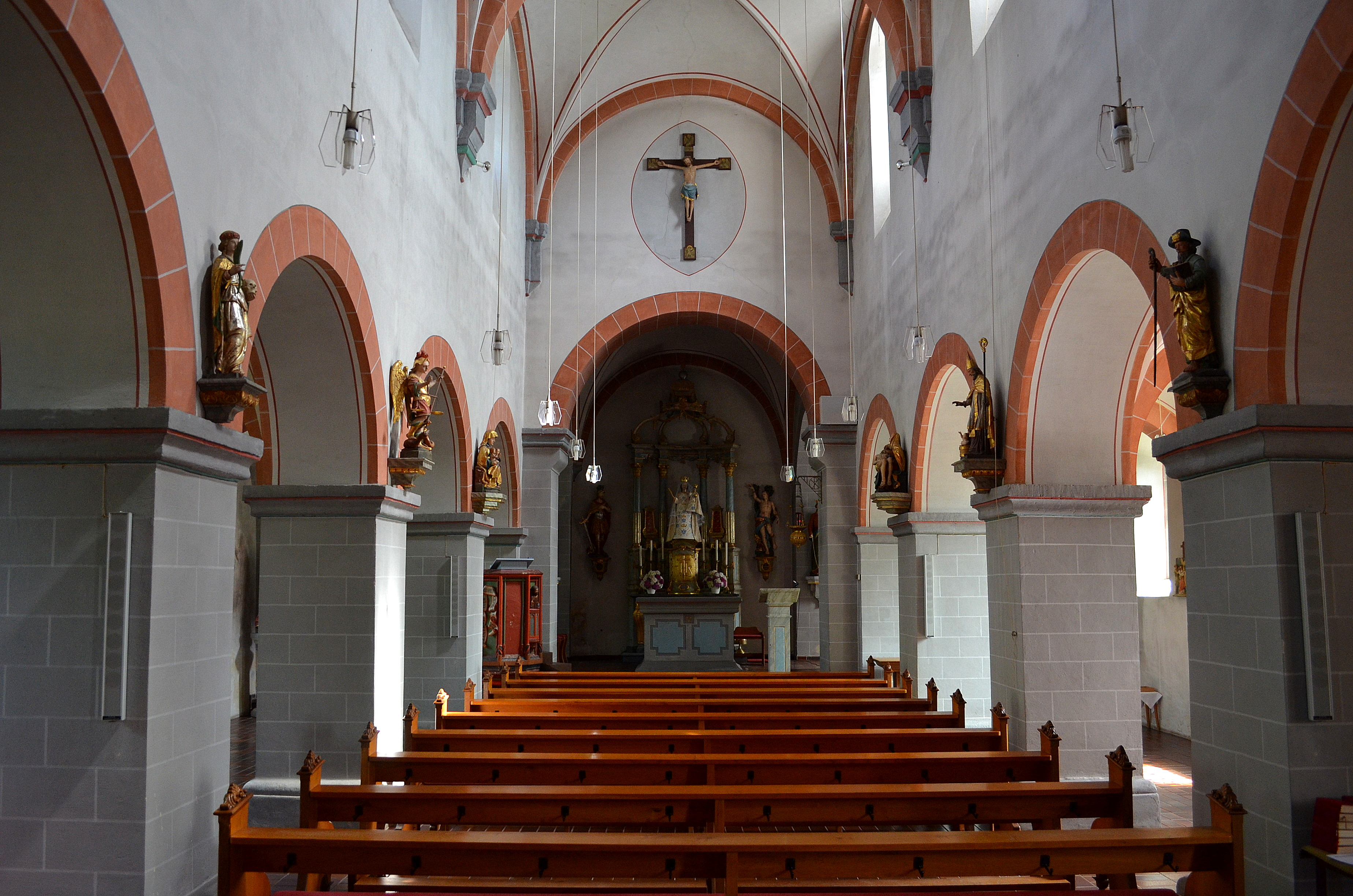
Mertloch, parochiekerk Sint-Gangolf, overzicht interieur

Bijzonder is de polygonale laatgotische preekstoel uit 1465. De kansel staat op een achthoekige voet; op een veld wordt Christus als prediker vanaf de kansel voorgesteld, een ander veld draagt een lint met de tekst Einer ist euer Lehrer (Eén is uw Leraar).
De pijlers van het middenschip worden versierd met vergulde beelden van heiligen. Het oudste beeld is een Anna te Drieën uit de 15e eeuw. Op de schoot van de heilige Anna zitten het Jezuskind en Maria.
De piëta, de heilige Nicolaas met aan diens voeten een houten vat met drie door hem geredde kinderen en de heilige Agatha met op een bord haar afgesneden borsten dateren uit de barokke periode en werden door Heinrich Alken (1753−1823)gemaakt.
Het Mariabeeld in het barokke hoogaltaar stamt uit de 16e eeuw en werd in Keulen vervaardigd.
In de zijschepen bevinden zich in muurnissen twee Heilige Graven uit de 14e resp. de 15e eeuw.

## Afbeeldingen

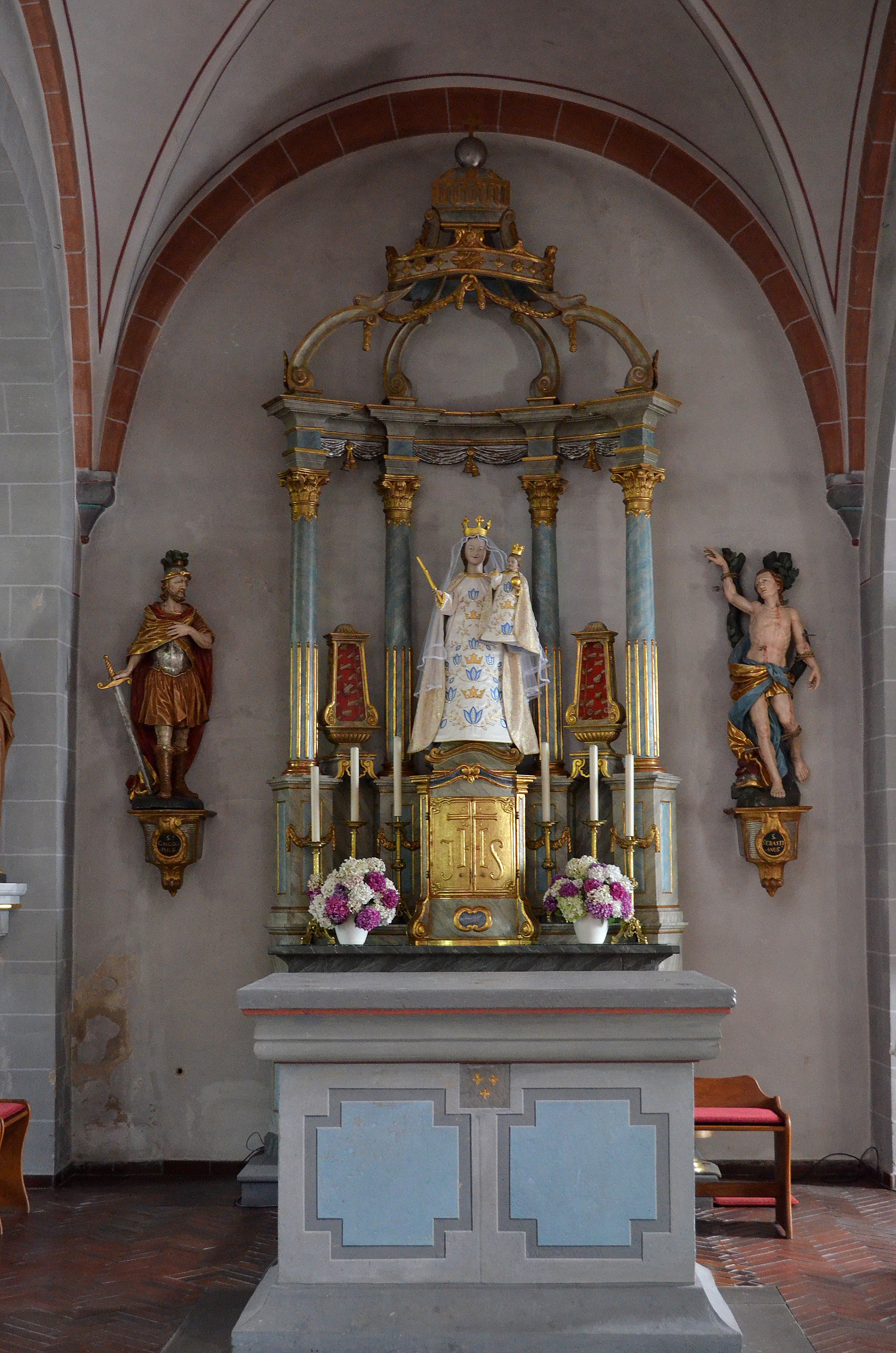
Hoogaltaar
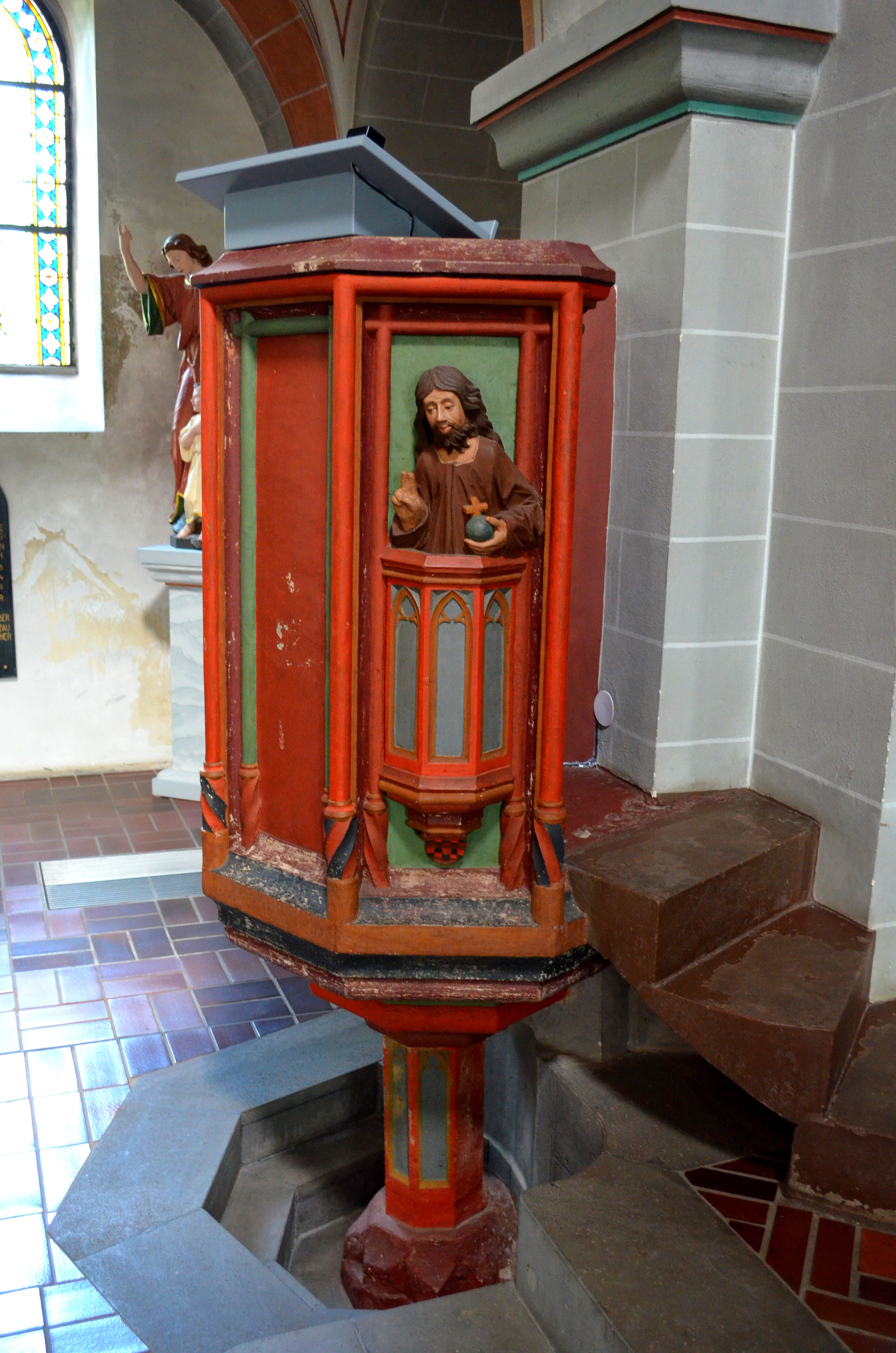
Kansel met Christus als prediker
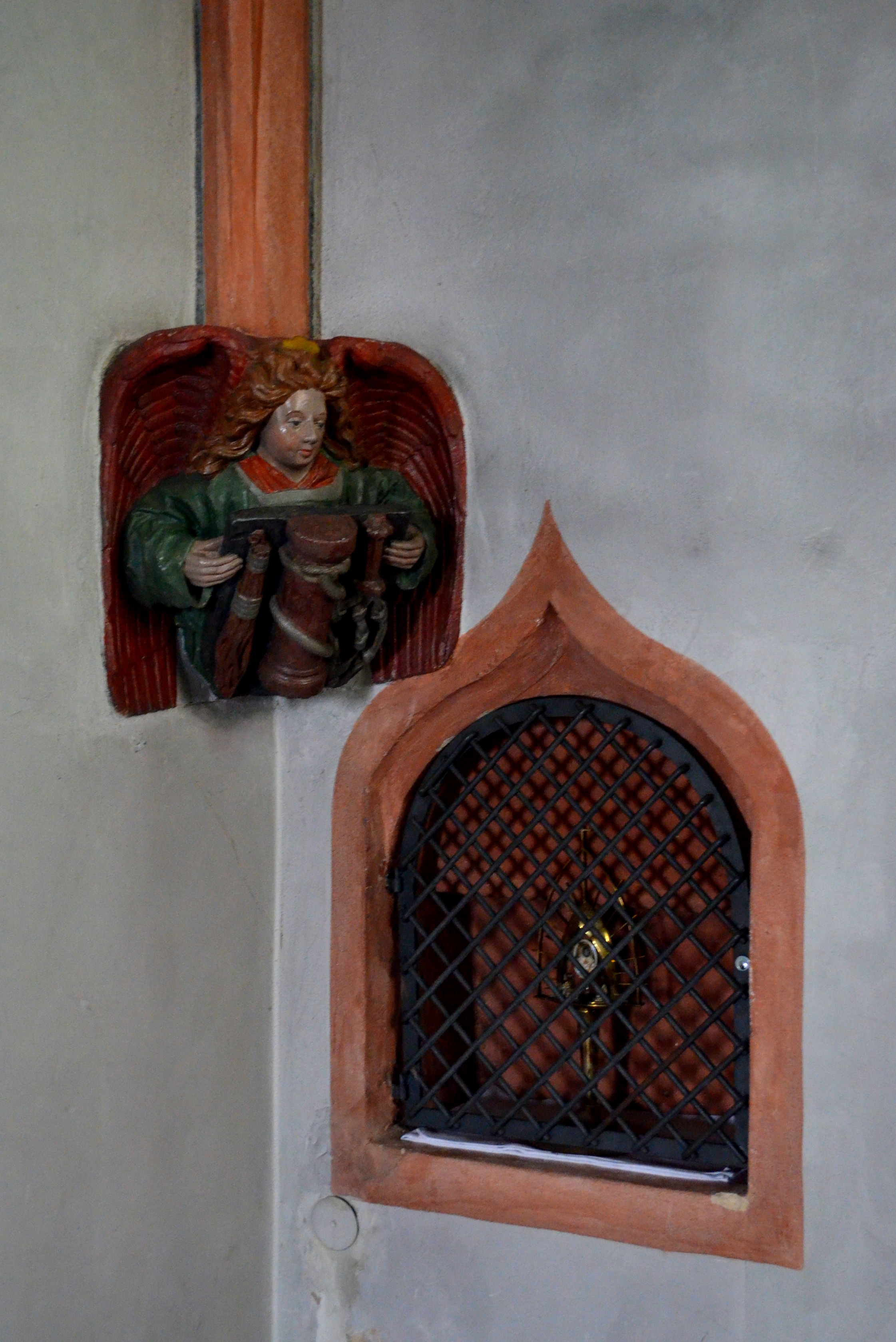
Console en muurnis in doopkapel
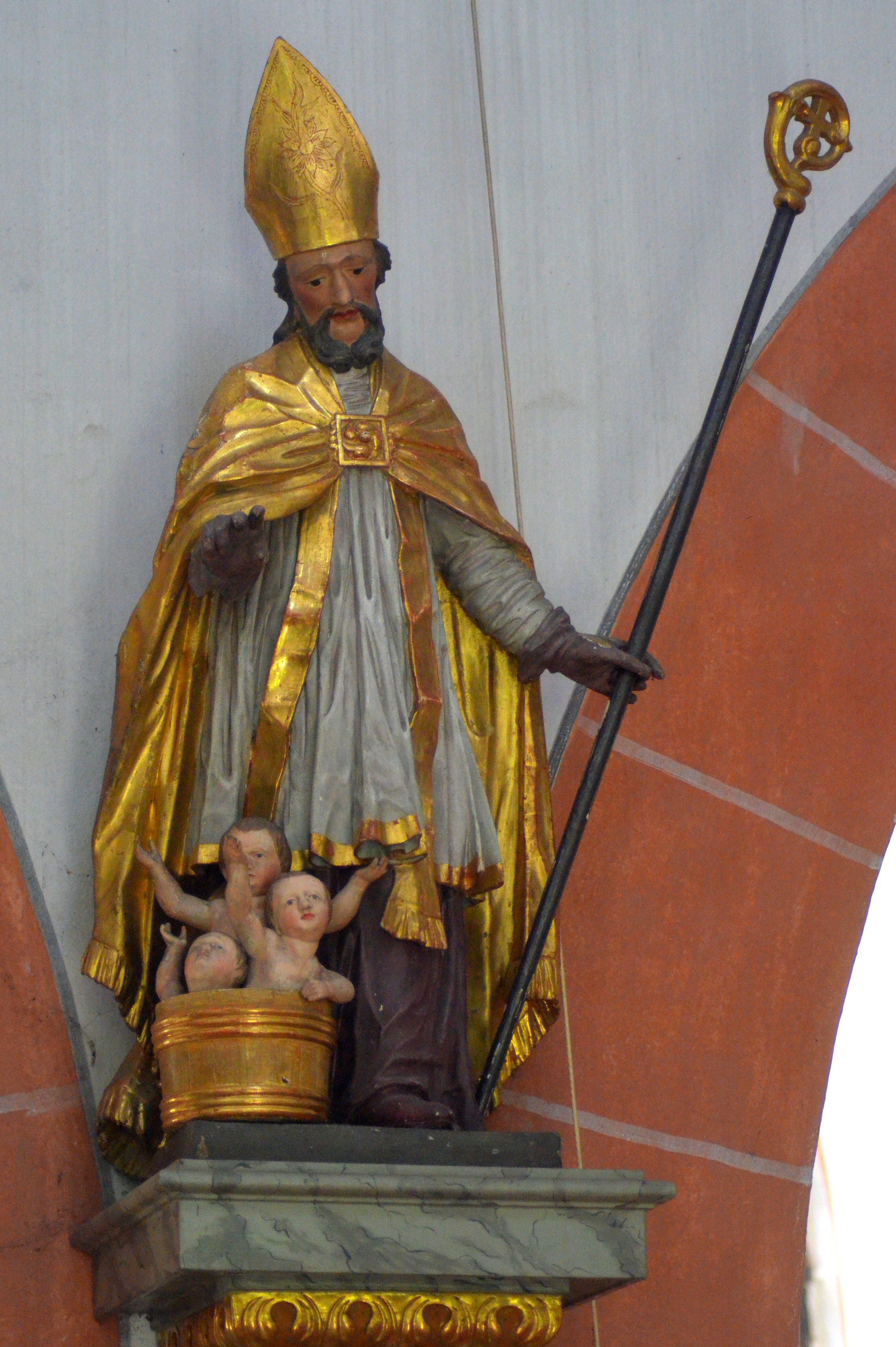
Barok Nicolaasbeeld
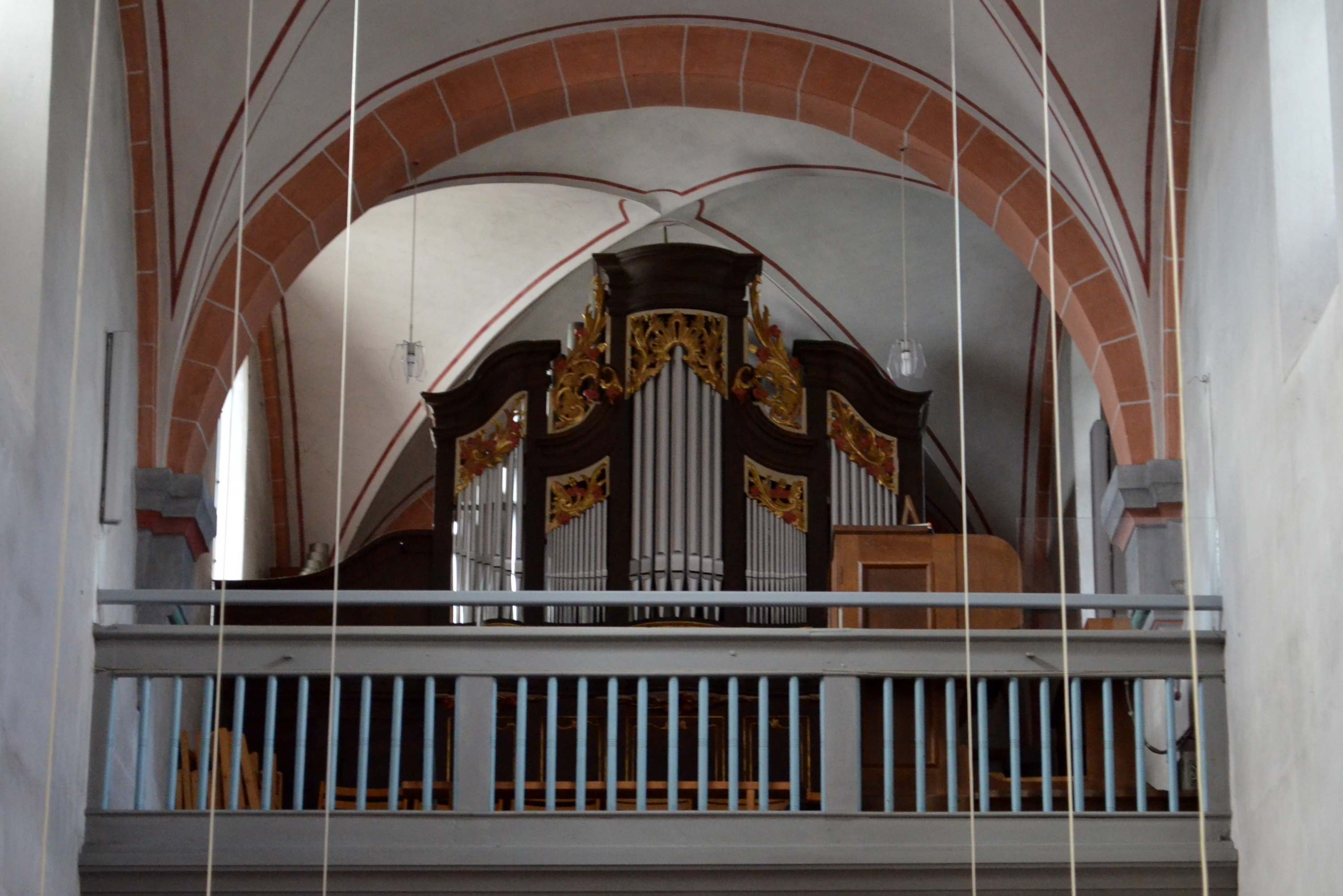
orgel
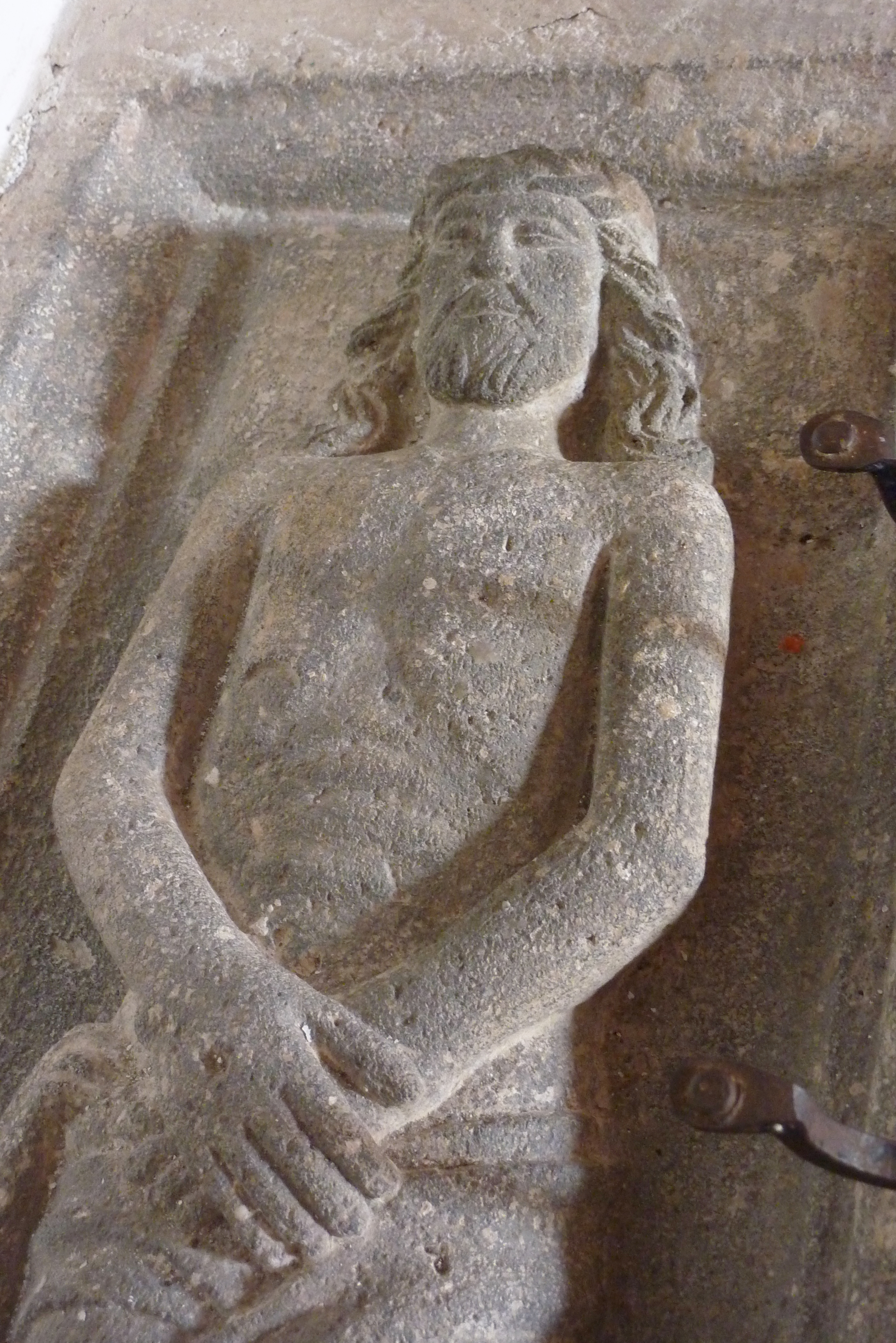
Heilig Graf